# Gilde Nederland
Stichting Gilde Nederland behartigt als koepelorganisatie de belangen van circa 50 aangesloten zelfstandige lokale Nederlandse Gilden op nationaal niveau. Via de plaatselijke Gilden, verspreid over heel Nederland, dragen vrijwilligers kennis, kunde en ervaring over aan anderen. Gilde Nederland ondersteunt en stimuleert hen daarbij.
Gildevrijwilligers adviseren op allerlei gebied, geven lezingen, begeleiden, converseren in vreemde talen en laten anderen delen in hun jarenlange ervaring opgedaan in beroep of hobby. Een groot aantal Gilden is actief op het gebied van computerinstructie en organiseren (stads)wandelingen of fietstochten.

## Projecten
Anno 2018 neemt een aantal Gilden deel aan landelijk ontwikkelde projecten. Een daarvan is SamenSpraak, waarbij vrijwilligers anderstaligen helpen beter Nederlands te leren spreken. Het project Coach4you is er opgericht leerlingen van groep acht bij de overstap naar het voortgezet onderwijs te helpen. POWER, Veerkracht op leeftijd speelt in op de behoefte en veranderende sociale situatie van de ouder wordende mens in deze tijd.
Particulieren, non-profitorganisaties en beginnende ondernemers kunnen gebruikmaken van diensten van leden van de Gilden.